# Helmut Fangmann
Helmut D. Fangmann (* 9. Mai 1943 in Westerstede; † 3. August 1996 in Hamburg) war ein deutscher Jurist und Hochschullehrer.

## Leben
Er wuchs als Sohn des Tischlermeisters Martin Fangmann, der 1944 in Rumänien fiel, und dessen Ehefrau Martha in Westerstede auf. Nach dem Abitur nahm Fangmann das Studium der Rechtswissenschaft, Soziologie und Politikwissenschaft zunächst an der Universität Kiel auf, das er an der Universität Marburg fortsetzte. In Marburg legte er im Jahr 1970 das Erste Staatsexamen ab. In Berlin absolvierte Fangmann die Referendarsausbildung und im Jahr 1974 das Zweite Staatsexamen. Im Anschluss daran war er von 1974 bis 1979 wissenschaftlicher Assistent im Fachbereich Rechtswissenschaft an der Freien Universität Berlin. 1978 wurde er an der Universität Bremen promoviert.
Helmut Fangmann ruht auf dem Friedhof Ohlsdorf. Die Grabstätte liegt südöstlich von Kapelle 4 im Planquadrat D 15.

## Werk und Wirken
Seit dem 1. März 1979 war Helmut Fangmann Professor für öffentliches Recht an der Hochschule für Wirtschaft und Politik (HWP). Er war Autor zahlreicher Buch- und Zeitschriftenveröffentlichungen sowie Vizepräsident der HWP von 1986 bis 1987 und Koordinator des Fachgebiets Rechtswissenschaft.

## Veröffentlichungen (Auswahl)
- mit Michael Blank und Ulrich Hammer: Grundgesetz. Basiskommentar. 2. Aufl. 1996, ISBN 3-7663-2585-X.
- mit Walter Dörhage: Leitfaden für Studium und Prüfung. 4. Aufl 1990. ISBN 3-923826-18-4-
- mit Michael Blank, Hans-Jochen Braunsangmann und Rolf Uesseler: Wohin treibt der Rechtsstaat? Ein Arbeitsbuch zu Verfassungsentwicklung, Demokratie, Rechtsstaat, Sozialstaat. Köln 1977, ISBN 3-7609-0325-8.